# 林業技士
林業技士（りんぎょうぎし）は、日本林業技術協会が認定する森林や林業に関する専門的技術者の民間認定資格。林野庁はじめとする林業や林業土木における入札参加資格等においては評価される資格である。

## 種類
- 森林評価部門（森林評価士）
- 林産部門
- 森林土木部門
- 林業機械部門
- 林業経営部門
- 森林環境部門
- 森林総合監理部門

## 受験資格
- 学校教育法（昭和22年法律第26号）による大学において、林業、林産又は関連学科に関する正規の課程を修了した者
  - 7年
- 学校教育法による短期大学（これと同等であると理事長が認めるものを含む）において林業、林産又は関連学科に関する正規の課程を修了した者及び林野庁研修規定による養成研修専攻科を卒業した者
  - 10年
- 「林業、林産又は関連学科に関する正規の課程を修了した者」には、受講する部門が森林土木である者については、「土木工学に関する正規の課程」と読み替えることができる。

## 養成研修
- 資格取得に要する養成研修は年1回実施され、通信研修とスクーリング研修からなる。
  - 通信研修　申込を行った年の9月から10月までの2ヶ月間
  - スクーリング研修　申込を行った年の11月から翌年1月のうち4日間
- 森林土木部門においては1級土木施工管理技士の資格および10年間の実務経験により、資格相当と判定された場合は資格が付与される。